# Obres òrfenes
Una obra òrfena és un treball amb drets d'autor, el propietari del qual no pot ser contactat. En alguns casos, el nom del creador o del propietari dels drets d'autor pot ser conegut però no es té cap altra informació llevat del nom. Les raons per les quals una obra pot ser òrfena inclouen que el propietari dels drets d'autor pot no ser conscient de la seva propietat o bé que aquest hagi mort o hagi tancat el negoci (si es tracta d'una empresa) i no és possible establir a qui s'ha transmès la propietat dels drets d'autor.

## Exemples
Malgrat el reconeixement que hi ha un bon nombre d'obres òrfenes a les biblioteques, arxius i museus, no es disposa fàcilment d'una regulació precisa. L'abril del 2009, un estudi estimava que hi havia prop de 25 milions d'obres òrfenes en les col·leccions de les organitzacions del sector públic al Regne Unit. Com a exemples d'obres òrfenes podem citar les fotografies de les quals no es coneix qui en va ser el fotògraf, com ara les procedents d'expedicions científiques i imatges històriques, antigues gravacions de música popular, novel·les poc conegudes i altres obres literàries.

## Impacte
Les obres òrfenes no estan disponibles per a l'ús dels cineastes, arxivistes, escriptors, músics i organismes de radiodifusió. I això és així perquè el propietari dels drets d'autor no pot ser identificat i localitzat; els registres històrics i culturals com ara el període del material de filmació, fotografies i registres sonors no poden ser incorporats a obres contemporànies. Les biblioteques públiques, institucions educatives i museus, que digitalizen antics manuscrits, llibres, registres sonors i fílmics, poden optar per no digitalitzar obres òrfenes, o fer que les obres òrfenes estiguin disponibles per al públic en general, per por que el propietari dels drets d'autor reaparegui i els pugui demandar per danys i perjudicis.

## Causes
Segons Neil Netanel, l'increment d'obres òrfenes és el resultat de dos factors: A) Que el termini dels drets d'autor s'ha allargat i B) que els drets d'autor es confereixen automàticament sense necessitat de registre o renovació. Normalment, sols una fracció de les antigues obres amb drets d'autor estan disponibles per al públic en general. Netanel assenyala que els propietaris dels drets d'autor "no tenen incentiu per mantenir una obra en circulació" o altrament fer que el contingut d'una obra descatalogada estigui disponible llevat que puguin guanyar diners fent-ho, així com ho fan amb la producció de noves obres o dedicant-se a activitats més lucratives.

## Especificitat per país

### Canadà
Canadà ha creat un sistema de llicències suplementari que permet les llicències per a l'ús de les obres publicades, emès pel Consell de Drets d'Autor del Canadà en nom dels propietaris de drets d'autor il·localitzables, després que un llicenciatari potencial hagi fet "esforços raonables per localitzar el propietari dels drets d'autor".
Des de l'agost del 2008, l'oficina ha emès 226 autoritzacions com a llicències, i ha denegat 7 sol·licituds.

### Unió Europea
La Comissió Europea, organisme de la Unió Europea, va elaborar un Informe de Preservació Digital d'Obres Òrfenes i Obres Descatalogades.
La Comissió Europea també va endegar un procés d'arbitratge contra els Estats Units a l'Organització Mundial del Comerç per violació, per part dels Estats Units, del Conveni de Berna amb l'aprovació de la Fairness in Music Licensing Act de 1998, una llei molt menys expansiva que la legislació sobre obres òrfenes que s'estava tramitant al Congrés. Els Estats Units van perdre el procediment arbitral i actualment estan pagant unes reparacions que no s'han fet públiques a l'OMT.
El 4 de juny del 2008, representants europues de museus, biblioteques, arxius, arxius audiovisuals i titulars de drets, van signar un Memoràndum d'entesa (Memorandum of understanding, en anglès) una legislació sobre obres òrfenes que compta amb el suport dels titulars dels drets d'autor. Ajudarà les institucions culturals a digitalitzar llibres, films i música, els autors dels quals són desconeguts, i els posarà a disposició del públic en línia. El 2009, l'Aliança de Contingut Estratègic i la Collections Trust van publicar un informe amb l'abast i l'impacte de les obres òrfenes i el seu efecte en la prestació de serveis web per al públic.